# جولي هولاند
جولي هولاند (بالإنجليزية: Julie Holland)‏ هي طبيبة نفسية أمريكية، ولدت في 13 ديسمبر 1965 في فرامينغهام في الولايات المتحدة.

## وصلات خارجية
- الموقع الرسمي